# RD-0124
RD-0124 je ruský raketový motor na kapalná paliva, používaný jako druhý nebo třetí stupeň středních a těžkých nosných raket. Tento motor má čtyři spalovací komory a jedno společné turbočerpadlo. Spaluje petrolej a kapalný kyslík.

## Konstrukce
Raketový motor RD-0124 byl vyvinut pro nosnou raketu Sojuz 2.1b a má zhruba stejné rozměry a základní design jako jeho letitý předchůdce RD-0110 na třetím stupni předchozích nosičů Sojuz.
Hlavním rozdílem mezi oběma motory je použití tzv. uzavřeného cyklu v novém motoru, kde je plynné okysličovadlo (ve směsi s malým množstvím paliva) použito pro pohon turbočerpadel tohoto motoru, a které je potom vedeno přímo do spalovací komory, kde může být smícháno a využito se zbylým palivem, namísto toho aby bylo nevyužité vypouštěno do prostoru. Díky tomuto novému motoru je tak umožněno zvýšení nosnosti rakety o přibližně 950 kilogramů. Jeho verze RD-0124A je určena pro nosnou raketu Angara. K zažehnutí a řízení běhu motoru je použito speciální palivo a pyrotechnická zařízení.

### Testování motoru
Počáteční testy motoru RD-0124 začaly v roce 1996 a byly dokončeny v únoru 2004 ve vývojovém středisku KBKhA ve Voroněži. V té době se zdálo, že by hromadná výroba motoru mohla začít již v roce 2005.
Další testy motoru (ve Voroněži) byly provedeny 27. prosince 2005, a otevřely tak cestu k plnohodnotným zkouškám celého druhého stupně (Block I) nosné rakety Sojuz 2.1b v zařízení NIIKhimmash v Sergiev Posad.
3. května 2011 KBKhA oznámilo, že "certifikační" testy motoru RD-0124 byly ve Voroněži úspěšně završeny, a prohlašuje tento motor za funkční. Do té doby již motor RD-0124 uskutečnil čtyři mise společně s nosnou raketou Sojuz 2.1b. Bylo uskutečněno na 225 testů s celkovou dobou chodu tohoto motoru 55000 sekund, z nichž některé přesahovaly dobu reálného života za provozních podmínek motoru. Další zážehy charakterizované jako řídící a technické zkoušky, se konaly 10. září 2011. Šéf Roskosmosu Vladimir Popovkin osobně dohlížel na testy ve Voroněži.

### RD-0124A
V dubnu 2012 motor RD-0124A, určený pro druhý stupeň (URM-2) nosných raket Angara, podstoupil klimatické testy ve speciální studené komoře konstrukční kanceláře KBKhA ve Voroněži, aby ji ověřil v provozních podmínkách ruských kosmodromů. V návaznosti na klimatické testy, bylo pro stejný motor naplánováno provést tři testovací zážehy.
Dne 25. prosince 2012, byl ve své klimatické zkušební komoře při KBKhA ve Voroněži na 753 sekund zažehnut motor RD-0124A, aby po devíti měsících klimatických testů potvrdil svoji spolehlivost. Další dva testy byly naplánovány ještě na rok 2013 a na následné meziagenturní certifikační zkoušky v roce 2014. Testovací zážehy programu byly třeba pro certifikaci pohonných systémů pro nosné rakety Sojuz 2.1b a Angara.
Poslední dolaďovací zážeh motoru RD-0124A byl proveden ve Voroněži dne 10. června 2013, uzavírající samostatný testovací program. Od konce června 2013 KBKhA slíbil odstartovat meziresortní zkoušky motoru, což by otevřelo cestu k sériové výrobě motoru. Tři meziagenturní testy motoru RD-0124A se konaly od 16. do 27. srpna 2013, a počátkem roku 2014 tak otevřela cestu k jeho použití na nosné raketě Angara, vyhlásil KBKhA 3. září 2013.

### RD-0125A
V roce 2013 zahájila konstrukční kancelář KBKhA počáteční vývojové práce na nahrazení čtyřkomorového motoru RD-0124A jednokomorovým motorem RD-0125A. Podle této společnosti bude mít nový motor nižší hmotnost a vyšší tah než jeho předchůdce, a také by ho mělo být jednodušší vyrobit.

## Porovnání RD-0110, RD-0124 a RD-0125A
| -                        | RD-0110    | RD-0124    | RD-0125A  |
| ------------------------ | ---------- | ---------- | --------- |
| tah ve vakuu             | 298.03 kN  | 294.3 kN   | >294.3 kN |
| specifický impuls        | 326 sekund | 359 sekund |           |
| tlak ve spalovací komoře | 6,8 MPa    | 15,53 MPa  |           |
| počet spalovacích komor  | 4          | 4          | 1         |
| hmotnost                 | 408kg      | 450kg      | <450kg    |